# Thüste
Thüste is een plaats in de Duitse gemeente Salzhemmendorf, deelstaat Nedersaksen, en telde 480 inwoners (2019). Thüste ligt aan de 11 kilometer lange straatweg Duingen - Salzhemmendorf, precies halverwege deze plaatsen.
Het dorp ligt te midden van veel natuurschoon in het Wezerbergland. Ten noorden van het dorp ligt de 433 m hoge Thüsterberg. Op de top daarvan staat een naar Hermann Löns genoemde uitzichttoren.

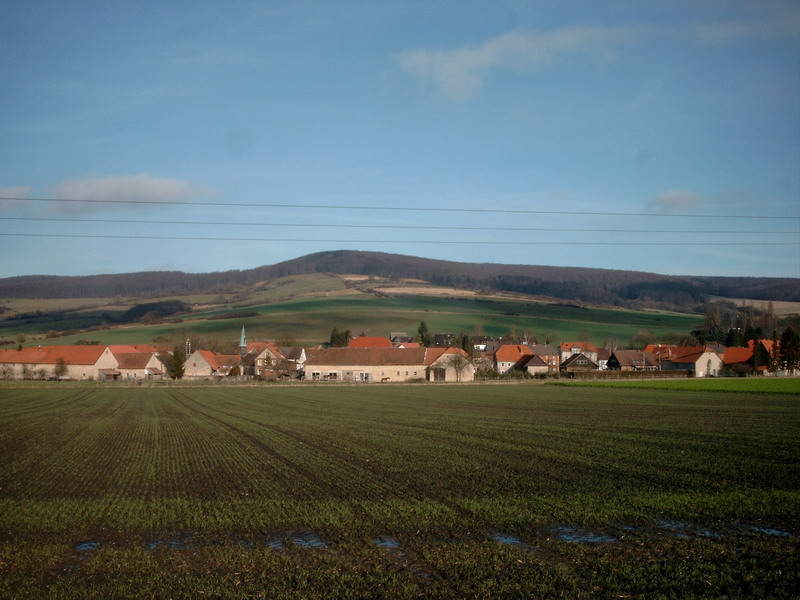
Thüste, met op de achtergrond de ten noorden daarvan gelegen Thüsterberg

Thüste en het naburige Wallensen waren door de aanwezigheid van steengroeven, de Humboldt - bruinkoolmijn (1843-1966) en o.a. metaalfabrieken vanaf de late 19e eeuw tot ver in de 20e eeuw bloeiende industrieplaatsjes, met een grotere bevolking dan na 2010. Het in vroeger tijden voor goederenvervoer belangrijke spoorlijntje Voldagsen - Duingen, waaraan Thüste een stationnetje heeft, is alleen nog een museumspoorlijn.
In Thüste is sinds 1966 (op de locatie van de voormalige bruinkoolmijn) een speciaal aannemersbedrijf gevestigd, dat onder de merknaam OKAL turn-key (kant-en-klaar-) woningen bouwt voor de gehele Duitse markt. Van de vele industrie in Thüste en Wallensen is een middelgrote machinefabriek overgebleven.
Zie verder onder Salzhemmendorf.